# 刘德才
刘德才（1917年—1980年），男，陕西三原人，中华人民共和国军事及政治人物。

## 生平
早年参加中国工农红军。抗日战争期间，担任桑干河武工队队长、晋察冀军区第五军分区县支队支队长。第二次国共内战期间，担任晋察冀军区四纵十旅29团副团长、团长、副旅长，后升任第19兵团第64军190师副师长。中华人民共和国成立后，担任190师师长，率部参加朝鲜战争。后改任中国人民解放军第一机炮师师长。1964年，升任少将军衔。旅大警备区司令员、后再升沈阳军区副司令员兼旅大警备区司令员。